# Персонажи цикла «Колесо Времени»
В этой статье представлены персонажи, чаще всего встречающиеся в цикле «Колесо Времени», оказавшие значительное влияние на историю романа или сыгравшие определённую роль в развитии событий.
В цикле Роберта Джордана насчитывается более 2000 персонажей. Героями, как живыми, так и мертвыми, в равной мере являются представители обоих полов. Они разного происхождения, всевозможных возрастов, народов и профессий. По признанию Джордана, все женские персонажи, встречающиеся в романе, наделены определенными чертами характера его супруги. Ему настолько хорошо удалось их прописать, что некоторые фанаты до встречи с писателем были убеждены, что он является женщиной.

## Основные персонажи

### Ранд ал’Тор

Ранд ал’Тор

Знамя Дракона

Знамя Света

Ранд ал’Тор (англ. Rand al'Thor) — главный герой цикла «Колесо Времени», сын Дочери-Наследницы Андора и кланового вождя Айил, один из сильнейших та’верен за всю историю Третьей Эпохи. Он же Дракон Возрожденный, Льюс Тэрин Тэламон, Тот-Кто-Приходит-С-Рассветом, Кар’а’карн, Корамур, Убийца Тени. Стоит во главе объединенных войск Тира, Майена, Иллиана, Кайриэна, Арад Домана и Айил. Является королём Иллиана.
Внешность. Ранд высокого роста, крепкий, худой и поджарый. У него рыжие волосы и голубые глаза. На обеих ладонях выжжена цапля — знак Дракона Возрожденного, оба предплечья обвивают золотые драконы Руидина — знак Кар’а’карна или Вождя вождей Айил. На левом боку две незаживающие раны. Первая — получена в сражении с Ишамаэлем, вторая — нанесена Паданом Фейном. Во время битвы с Семираг лишился левой кисти.
Характер. В начале цикла Ранд очень упрямый, доброжелательный и сострадательный юноша. Со временем он стал жестче и скрытней, яростно реагировал на любую попытку собой манипулировать. Он уверен в своем праве повелевать, и ждёт от других беспрекословного подчинения. Ранд пытался «стать» сталью и отстраниться от любых эмоций, что едва не привело к катастрофе.
Биография. Родился зимой 978 года Новой Эры (Н. Э.). на склоне Драконовой горы во время последнего сражения Айильской войны. Его мать, Дева копья Шайиль, умерла сразу после родов. Ребёнка нашёл двуреченец Тэм ал’Тор, который после войны вместе со своей женой Кари вернулся на родину, где вырастил мальчика как своего сына. В 18 лет вместе с Перрином Айбарой, Мэтом Коутоном и Эгвейн ал’Вир покинул Эмондов Луг.
Дракон Возрожденный. После Разлома Мира появилось много пророчеств, возвещающих о новом рождении Дракона. Правильность их переводов оспаривались, но было точно известно, что Дракон родится на склонах Драконовой горы и будет способен Направлять. О том, что является Драконом Возрожденным, Ранд узнал от Престола Амерлин, Морейн Дамодред и Верин Матвин. Он воспринял их признание как попытку Белой Башни сделать из него очередного Лжедракона.
Льюс Тэрин Тэламон. В Эпоху Легенд был Первым Среди Слуг и лидером всех армий Света. Он возглавил атаку на Шайол Гул и запечатал Отверстие в Узилище Тёмного. Одним из первых сошёл с ума от порчи и убил всю свою семью, за что был прозван Убийцей Родичей. На момент смерти Льюсу Терину было около 400 лет. Он возродился как Ранд ал’Тор спустя 3000 лет после Разлома Мира. Со временем Ранд стал вспоминать прошлую жизнь и слышать в голове голос безумного Льюса Тэрина.
Достижения. Ранд ал’Тор убил пятерых Отрёкшихся — Ишамаэля (дважды), Равина, Саммаэля, Семираг и Аран’гар (он же Балтамел). Он примирил кланы Айил и собрал их под своим началом, освободил Кайриэн, осаждённый кланом Шайдо, объявил амнистию способным направлять мужчинам и создал Аша’манов. В нескольких городах открыл школы для учёных и изобретателей. Ранд восстановил порядок в Арад Домане, заключил соглашение с Порубежниками, заставил поклясться в верности часть Айз Седай. Он заключил сделку с Ата’ан Миэйр и с их помощью отправлял зерно и продукты в голодающие страны. Вместе с Найнив ал’Мирой с помощью Чойдан Кэл очистил саидин от порчи. Перед Последней Битвой связал страны и народы Миром Дракона, в том числе Белоплащников и Шончан. Ранд ал’Тор запечатал отверстие Тёмного, тем самым ослабив Силы Тени и позволив объединенным войскам Света выиграть Последнюю Битву.
Способности. Ранд ал’Тор является сильнейшим та’верен и Направляющим. Он учился обращению с саидин у Асмодиана. Благодаря Льюсу Тэрину Тэламону вспомнил многие забытые в Третью Эпоху Плетения, в том числе Скольжение, Врата Смерти и Огненный Цветок. Владеет Калландором — одним из са'ангриалов Эпохи Легенд, а также двумя тер'ангриалами — ключами доступа к Чойдан Кэл — мощнейшему из существующих са'ангриалов.
После установления связи с Моридином, Ранд может использовать Истинную Силу. Способен входить в Тел’аран’риод и является Ходящим по снам. Ранд мастер клинка, хорошо владеет двуреченским луком, обучался рукопашному бою Айил.
Страж. Он связан с тремя способными Направлять женщинами — Аланной Мосвани (Айз Седай из Зелёной Айя), Илэйн Траканд (Айз Седай из Зелёной Айя) и Авиендой из Септа Девять Долин клана Таардад Айил (Хранительница Мудрости), а также с Мин Фаршав.
По признанию Роберта Джордана фамилия ал’Тор является видоизменённым именем Артур.

### Перрин Айбара

Перрин Айбара

Знамя Красного Орла

Красное знамя волчьей головы

Перрин т’Башир Айбара (англ. Perrin t'Bashere Aybara) — один из главных героев цикла «Колесо Времени», та’верен, муж Заринэ (Фэйли) Башир, друг и односельчанин Ранда ал’Тора. Также известен, как Перрин Златоокий, Юный Бык, Волчий Король и Падший Кузнец. Является Волчьим Братом, Лордом Двуречья и сюзереном Гаэлдана, стоит во главе объединённых отрядов Двуречья, Майена и Гаэлдана.
Внешность. Перрин коренастый, широкоплечий с большими руками. У него темные кудрявые волосы и бородка. Карие глаза со временем стали золотисто-желтыми. Именно из-за их цвета его прозвали Златооким.
Характер. Перрин спокойный и тихий. Перед тем, как принять решение, он всегда всё медленно и тщательно обдумывает. К женщинам относится учтиво, что осложняет его отношения с женой — она истинная салдейка и привыкла к постоянным скандалам и выяснениям отношений. Перрина злит, когда его называют Лордом и перед ним заискивают, он долго отказывался признавать себя лидером и всячески пытался отговорить людей следовать за ним.
Биография. Перрин родился в 978 г. Н. Э. в Эмондовом Лугу в семье обычных селян. В юном возрасте стал учеником кузнеца Харала Лухана, проявлял большие способности в кузнечном деле. В 19 лет вместе с друзьями покинул Эмондов Луг. После побега из Шадар Логота, встретил Илайаса Мачиру, Волчьего Брата, который обнаружил в Перрине такие же способности. Вместе с Эгвейн ал’Вир был схвачен Белоплащниками и во время боя убил двоих Детей Света, в результате чего был признан Приспешником Тёмного и объявлен в розыск. Участвовал в походе к Оку Мира и в розыске похищенных Рога Валир и кинжала Мэта Коутона.
В городке Ремен спас айильца Гаула и второй раз столкнулся с Детьми Света. Весной 999 г. Н. Э. организовал оборону Двуречья и с помощью жителей Эмондова Луга, Сторожевого Холма и Дивен Райд смог отбить атаку троллоков. За это Перрин был признан Лордом Двуречья.
После похищения Ранда группой Айз Седай, он собрал небольшую армию из двуреченцев, майенцев, кайриэнцев, айил, а также присоединившихся немного позже Айз Седай и их Стражей, и отправился в погоню за похитителями. По возвращении Ранда в Кайриэн, был отправлен во главе отряда на поиски Пророка Дракона. Во время выполнения этой миссии жена Перрина была похищена Шайдо, ему пришлось отложить возвращение к Дракону и организовывать её спасение. Он заключил временный союз с Шончан. С их помощью ему удалось разгромить превосходящего числом противника с минимальными потерями со своей стороны. Когда Дракон Возрожденный отправился в Шайол Гул, Перрин защищал его в Тел’аран’риоде.
Достижения. В битве при Малдене Перрин Айбара нанес серьёзный ущерб клану Шайдо, в результате чего те отступили обратно в Трёхкратную Землю. Ему удалось достичь соглашения с Белоплащниками и привлечь их на сторону Дракона Возрожденного. Участвовал в подписании Мира Дракона. Он убил Губителя и Ланфир, пытавшихся помешать Ранду в Шайол Гул.
Способности. Перрин способен понимать волков. Эта связь даёт определённые преимущества: усиленный нюх, слух, а также возможность мысленно общаться с волками даже на больших расстояниях. Перрин может различать по запаху человеческие эмоции, прекрасно видит в темноте и на большие расстояния. Способен использовать волков в качестве разведчиков или как нерегулярные войска в битвах.
Перрин один из та’верен — сам того не желая, он собирает и объединяет вокруг себя людей, оказывает влияние на их решения и поступки. Он также является Ходящим по снам и Сновидцем.

### Мэт Коутон

Мэт Коутон

Флаг отряда Красной Руки

Мэтрим Коутон (англ. Matrim Cauthon) — один из главных героев цикла «Колесо Времени», та’верен, муж Императрицы Шончан, друг и односельчанин Ранда ал’Тора. Также известен, как Нотай, Лорд Мэт, Игрушка Тайлин, Повелитель Удачи, Игрок, Сын Битв, Трубивший в Рог и Одноглазый Дурак. Является Принцем Воронов и Генералом-Маршалом войск Шончан. Стоит во главе Отряда Красной Руки. Во время Последней Битвы возглавил объединенные войска Света.
Внешность. Мэт высокий, длинноногий, жилистый. У него тёмные волосы и карие глаза. На шее шрам от верёвки, который он постоянно скрывает под шарфом или шёлковым платком. После третьей встречи с Элфин и Илфин лишился левого глаза.
Характер. В деревне Мэт был известен как большой шутник. Немногим повезло избежать его шуточек. Он грубоват, высокомерен и уверен в своих силах, любит развлечения и женщин, пытается всячески избежать любой работы. Но, несмотря на это, к выполнению порученных заданий подходит со всей серьёзностью и всегда держит данное слово. Старается держаться подальше от битв и Айз Седай, но регулярно сталкивается с Единой Силой и оказывается втянут в сражения.
Биография. Мэт родился в 978 г. Н. Э. в Эмондовом Лугу в семье обычных селян. После побега из Двуречья он вместе со своими друзьями оказался в мёртвом городе Шадар Логот, из которого вынес проклятый кинжал Мордета. Через него в Мэта просачивались зло и тьма Шадар Логота, превращая его в параноика. После исцеления выяснилось, что у него огромные провалы в памяти, и он не помнит большинство событий, происходивших после побега из Двуречья.
Во время битвы при Фалме протрубил в Рог Валир и призвал на помощь Героев Колеса. Вместе с Рандом, Эгвейн, Морейн и Ланом отправился в Айильскую пустыню, где прошел через тер'ангриал в мир Элфин и Илфин и получил у них три дара — память солдат и полководцев прошлого, тер'ангриал, защищающий от воздействия Единой Силы и ашандарей (чёрное копьё). Летом 999 г. Н. Э. Мэт участвовал в битве под Кайриэном, практически случайно возглавил объединенный отряд тайренцев и кайриэнцев и в ходе сражения убил Куладина, вождя Шайдо. После битвы он собрал и возглавил Отряд Красной Руки — его личную маленькую армию.
Мэт находился в Эбу Дар, когда Шончан захватили страну. Во время побега из дворца он похитил Дочь Девяти Лун, наследницу трона Шончан, которая, согласно предсказанию Элфин, должна стать его женой. Покинув Алтару, Мэт вместе с Томом Меррилином и Ноэлем Чарином отправился в Башню Генджей спасать Морейн Дамодред.
Достижения. Мэт Коутон удачно спланировал и выиграл множество битв. С помощью Родни уничтожил голама — одно из опаснейших порождений Тени. Пожертвовав левым глазом, он спас Морейн Дамодред из Башни Генджей. Во время Последней Битвы возглавил объединенные войска Света и смог обыграть на поле боя Отрёкшегося Демандреда — одного из великих полководцев Эпохи Легенд. Убил Шайсама — существо, порождённое слиянием чудовища Шадар Логота, разума Падана Фейна и кинжала Мордета.
Способности. Мэт является одним из та’верен — он находит то, что нужно в тот момент, когда ему это нужно. Иногда это происходит ещё до того, как он понимает, что нуждается именно в этом. Он знает Древнее Наречие, хотя никогда ему не учился. Прекрасно владеет ножами и посохом. В его голове «перекатываются» игральные кости, предупреждая об опасности или об одном из ключевых событий в жизни. Мэт владеет воспоминаниями солдат и полководцев прошлого, благодаря чему может удачно планировать и выигрывать сражения.

### Эгвейн ал’Вир
Эгвейн ал’Вир (англ. Egwene al'Vere) — одна из главных героинь цикла «Колесо Времени», жена Гавина Траканда. Является Престол Амерлин.
Внешность. Эгвейн -  миловидная девушка с карими глазами и длинными тёмными волосами. Она невысокого роста, стройная.
Характер. Эгвейн - упорная, целеустремлённая с несгибаемой волей и твёрдым характером. Она полностью уверена в своих силах, не боится трудностей и привыкла добиваться своего. Путешествуя с Морейн, постепенно перенимает её видение мира и учится манипулировать людьми. Сильнее всего её характер раскрывается во время обучения у Хранительниц Мудрости.
Биография. Эгвейн родилась в 981 году Н. Э. в Эмондовом Лугу. Выросла вместе с Рандом ал’Тором, Мэтом Коутоном и Перрином Айбарой. Должна была выйти замуж за Ранда, после достижения ими подобающего возраста. Эгвейн мечтала о путешествиях, поэтому решила покинуть селение вместе с Рандом, Мэтом и Перрином. Участвовала в походе к Оку Мира.
Летом 998 г. Н. Э. Эгвейн стала Послушницей Белой Башни и познакомилась с Илэйн Траканд и Мин Фаршав. В результате обмана Лиандрин она оказалась в плену у Шончан в качестве дамани. Через несколько недель была спасена Илэйн Траканд и Найнив ал’Мира. Вернувшись в Тар Валон, Эгвейн прошла испытание на Принятую. Ей, Илэйн и Найнив был поручен поиск Чёрных сестёр. С этой целью девушки отправились в Тир. После захвата Рандом Тирской Твердыни, Эгвейн рассталась с подругами и отправилась в Айильскую пустыню учиться у Хранительниц Мудрости.
Летом 999 г. Н. Э. она участвовала в битве под Кайриэном. В том же году мятежные Айз Седай призвали её в Салидар, где Эгвейн стала Престол Амерлин Башни в Изгнании. Она объявила войну Элайде до Аврини а’Рохайн, с помощью Гарета Брина собрала армию и взяла в осаду Тар Валон. В результате предательства одной из сестёр, Эгвейн и Лиане Шариф были схвачены сторонницами Элайды и доставлены в Белую Башню. В 1000 г. Н. Э. после исчезновения соперницы, Эгвейн стала Престол Амерлин воссоединившейся Башни. Она пожертвовала собой в Последней Битве, чтобы уничтожить одного из Отрёкшихся и Направляющих врага.
Достижения. Она смогла заново открыть Перемещение. Будучи Амерлин сняла возрастное ограничение с Книги Послушниц, тем самым привела в Башню рекордное количество способных направлять женщин. С помощью списка Верин Матвин, обнаружила и приговорила к казни Чёрных сестер. Эгвейн, пребывая в плену, серьёзно пошатнула власть Элайды. Она организовала оборону верхних этажей Башни во время нападения Шончан и смогла отбить некоторых захваченных в плен сестер. Будучи законной Амерлин восстановила Голубую Айя. В Тел’аран’риоде сразилась с Месааной, одной из Отрёкшихся, и сломила её волю. Во время сражения с М’Хаэлем в Последней Битве Эгвейн смогла создать плетение против Погибельного огня.
Способности. Эгвейн ал’Вир является одной из сильнейших женщин Направляющих. Она обладает Талантами Искательства, Сновидения и Хождения по Снам.
Страж. Первым Стражем Эгвейн был Гавин Траканд. После его смерти она связала Узами шончанку Лейлвин Бескорабельную.

### Найнив ал’Мира
эл’Найнив ти ал’Мира Мандрагоран (англ. el'Nynaeve ti al'Meara Mandragoran) — одна из главных героинь цикла «Колесо Времени», Мудрая Эмондова Луга, Айз Седай из Жёлтой Айя. Является королевой Малкир.
Внешность. Найнив стройная, тонкая, невысокого роста. У неё карие глаза, темные волосы заплетены в длинную толстую косу до пояса, что соответствует двуреченским обычаям. Найнив носит на лбу ки’саин — красную точку, обозначающую замужнюю женщину у малкири.
Характер. Она очень эмоциональна и раздражительна, в минуты гнева может наброситься на обидчика с кулаками. Часто не сдержана в выражениях. Найнив самоуверенная и упрямая, особенно во всём, что касается целительства — считает, что исцелить возможно всё, кроме смерти.
Биография. Родилась в 973 г. Н. Э. в Эмондовом Лугу в семье фермеров. В 14 лет после смерти родителей стала ученицей Дорэл Барран — Мудрой Эмондова Луга. Найнив покинула Двуречье вслед за Рандом, Перрином, Мэтом и Эгвейн с целью найти и вернуть их домой. Участвовала в походе к Оку Мира.
Летом 998 г. Н. Э. Найнив вместе с Эгвейн прибыла в Белую Башню и, миновав этап послушничества, сразу же стала Принятой. Была одной из тех, кому поручили выследить Чёрную Айя. Выполняя эту миссию, Найнив вместе с Эгвейн и Илэйн прибыла в Тир, где была пленена чёрными сёстрами, а затем в Танчико. В этом городе она впервые столкнулась и сразилась с Могидин.
Узнав о расколе в Белой Башне, Найнив и Илэйн направились к мятежным Айз Седай в Салидар. После возвышения Эгвейн, Найнив получила звание Айз Седай и выбрала Жёлтую Айя. Вместе с группой сестёр отправилась в Эбу Дар на поиски Чаши Ветров, где её попыталась убить Могидин. Найнив спас Лан, после чего пара поженилась.
Найнив долгое время сопровождала Дракона Возрождённого. Вместе с ним отправилась в Шайол Гул и участвовала в управлении Калландором.
Достижения. Вместе с Рандом ал’Тором очистила саидин. Она разработала новый метод Исцеления, в котором используются все Пять Стихий Единой Силы, а также нашла способ исцелять отстранение от Источника и безумие, вызванное порчей Тёмного. Найнив смогла пленить Могидин. В тайне от мужа собрала для него небольшую армию Порубежников, которые впоследствии сдерживали троллоков в Тарвиновом Ущелье. С её помощью Ранду удалось запечатать Узилище Тёмного.
Способности. Найнив была дичко́м и могла касаться саидар только в минуты сильного гнева, но даже с блоком она считалась одной из сильнейших женщин Направляющих. Найнив удалось сломать блок, когда Могидин потопила её лодку, и она едва не утонула. Обладает Талантом Исцеления, весьма искусна в Плетениях. Её степень владения Единой Силой на одном уровне с Могидин. Найнив способна чувствовать надвигающуюся бурю — как предсказывать погоду, так и различные негативные события.
Страж. Первым и единственным Стражем Найнив является её муж, Лан Мандрагоран.

### Илэйн Траканд

Флаг Дома Траканд

Личный флаг Илэйн

Илэйн Траканд (англ. Elayne Trakand) — Верховная Опора Дома Траканд, королева Андора и Кайриэна, Айз Седай из Зелёной Айя. Является любовницей Ранда ал’Тора и матерью его детей — ещё не рождённых мальчика и девочки.
Внешность. Илэйн очень красива. У неё золотисто-рыжие волосы, голубые глаза и полные алые губы. Она похожа на Илиену, жену Льюса Тэрина Тэламона.
Характер. Она своенравна, любит приключения, часто пренебрегает опасностью и ставит свою жизнь под угрозу. Илэйн смелая и решительная, в сложных ситуациях старается опираться на разум, а не на чувства. Серьёзно относится к обязанностям Дочери-Наследницы, а затем и Королевы Андора.
Биография. Родилась в 981 г. Н. Э. в Кеймлине. В 998 г. Н. Э. познакомилась с Рандом ал’Тором, случайно свалившимся в королевский сад. В этом же году Илэйн отправилась для обучения в Белую Башню и стала Послушницей. Была одной из тех, кому доверили поиск Чёрных сестёр. После возвышения Эгвейн ал’Вир на Престол Амерлин, была признана Айз Седай и выбрала Зелёную Айя. Вместе с группой сестёр отправилась в Эбу Дар на поиск Чаши Ветров. В 999 г. Н. Э., после предполагаемой смерти Королевы Моргейз, Илэйн вернулась в Андор и заявила свои права на Львиный трон. Во время осады Кеймлина была похищена Приспешниками Тёмного, но её успели спасти до того, как похитители покинули пределы Андора. Благодаря поддержке Дайлин Таровин она смогла одержать победу в войне за престолонаследие. В 1000 г. Н. Э. по протекции Дракона Возрождённого заняла Солнечный трон Кайриэна. Участвовала в Последней Битве.
Достижения. Илэйн выиграла Четвёртую Войну за Андорское Наследство. Восстановила Гвардию Королевы. Она заключила выгодную сделку с Ата’ан Миэйр. Участвовала в подписании Мира Дракона. Руководила армией в Последней Битве, пока объединенные войска Света не возглавил Мэт Коутон.
Способности. Является одной из сильнейших женщин Направляющих. Её степень владения Единой Силой на одном уровне с Эгвейн и Авиендой. Она смогла заново открыть способ создания тер'ангриалов. Обучалась у Ищущих Ветер Ата’ан Миэйр управлению погодой.
Страж. Илэйн является первой в истории Айз Седай, связавшей Узами женщину — Бергитте Трагелион. Вторым её Стражем стал Ранд ал’Тор.

### Лан Мандрагоран

Знамя Золотого Журавля

ал’Лан Мандрагоран (англ. al'Lan Mandragoran) — некоронованный король Малкир, Лорд Семи Башен, Защитник Стены Первых Огней, Владетель Меча Тысячи Озёр. Также известен как мастер Андра, Дай Шан и Аан’аллейн. Является мужем и Стражем Найнив ал’Миры.
Внешность. Высокий мужчина с тёмными с проседью волосами до плеч, с обветренным, словно высеченным из камня, лицом и холодными голубыми глазами. Волосы схвачены узким плетённым кожаным ремешком — хадори. Как и все Стражи, он носит меняющий цвет плащ.
Характер. Внешне Лан не проявляет никаких эмоций, однако является любящим и страстным человеком. Он стоек и самоотвержен. Чтит традиции и обычаи павшей Малкир, из-за чего людям, незнакомым с ними, взгляд на жизнь и некоторые поступки Лана кажутся странными.
Биография. Родился в 953 г. Н. Э. в год, когда Малкир пала под натиском Тени. Родители вложили в его младенческие руки меч королей Малкири, помазали голову елеем, назвав Дай Шаном, посвятили в следующие Короли Малкири, и от его имени они принесли древнюю клятву королей и королев. После этого двадцать лучшх мечников вывезли Лана из гибнущего королевства в Фал Моран и воспитали согласно традициям и обычиям Малкир. В 16 лет он начал свою собственную войну с Тенью.
Зимой 978 г. Н. Э. участвовал в сражении с айильцами у Тар Валона (Битве у Сияющих Стен или Битве Кровавого Снега). Весной 978 года в Кандоре встретил Морейн Дамодред, согласился стать её Стражем и отправиться на поиски Дракона Возрождённого. Весной 998 г. Н. Э. вместе с Морейн прибыл в Эмондов Луг. Участвовал в походе к Оку Мира. После падения Тирской Твердыни, Лан вместе с Рандом, Мэтом, Морейн и Эгвейн отправился в Аийлскую пустыню. Участвовал в сражении за Кайриэн. В 999 г. Н. Э. прибыл в Эбу Дар, спас Найнив и женился на ней. Участвовал в Последней Битве.
Достижения. Возглавил собранную Найнив армию и удерживал троллоков в Тарвиновом Ущелье. В поединке на мечах убил Демандреда.
Способности. Лан является мастером клинка.
Страж. Двадцать лет был Стражем Морейн Дамодред. После того, как она попала в мир Элфин и Илфин, Узы перешли к Мирелле Беренгари из Зелёной Айя. Она передала их Найнив.

### Морейн Дамодред
Морейн Дамодред (англ. Moiraine Damodred) — Айз Седай из Голубой Айя. Также известна, как госпожа Элис. После смерти короля Ламана Дамондреда была одной из возможных претенденток на Солнечный трон Кайриэна.
Внешность. Она невысокого роста, стройная. У неё безвозрастное лицо, тёмные глаза и длинные тёмные волосы. Золотая цепочка, лежащая на волосах, поддерживает маленький голубой камень на лбу. На указательном пальце левой руки носит кольцо в виде Великого Змея. Несмотря на свой маленький рост, Морейн держится с большим достоинством и властностью.
Характер. В юности она была импульсивна и вспыльчива, но годы, проведенные в рядах Айз Седай, научили её сдержанности и самообладанию. Морейн стойкая и целеустремлённая, ради достижения цели готова смирить гордость и подчиниться. Воспитанная в Солнечном дворце Кайриэна, она подкованна в интригах и хорошо разбирается в Игре Домов. Морейн очень предана своему делу. Как и любая Айз Седай, она хитрит, часто недоговаривает и манипулирует окружающими.
Биография. Родилась в 956 г. Н. Э. в Кайриэне. До 16 лет воспитывалась в Солнечном дворце, затем отправилась в Белую Башню. Зимой 978 года во время Битвы у Сияющих Стен стала свидетельницей пророчества Хранительницы Летописей Гайтары Моросо, в котором та объявила о рождении Дракона на склоне Драконовой горы. В этом же году вместе со свой лучшей подругой Суан Санчей стала полноправной Айз Седай. Через несколько недель после своего возвышения сбежала из Башни и отправилась на поиски Дракона Возрожденного. Весной 978 года впервые столкнулась с Чёрной Айя и убила Мериан Редхилл. Весной 998 г. Н. Э. вместе с Ланом прибыла в Эмондов Луг, где обнаружила трёх мальчиков та’веренов и двух девушек с врождённой искрой. Участвовала в походе к Оку Мира.
После падения Тирской Твердыни Морейн вместе с Ланом, Рандом, Мэтом и Эгвейн отправилась в Айильскую пустыню. В Руидине она прошла через тер'ангриал, в котором увидела различные вариации своего будущего. Участвовала в сражении под Кайриэном.
Спасая Ранда ал’Тора, Морейн вместе с Ланфир упала в тер'ангриал и оказалась в мире Элфин и Илфин, где провела больше года, пока её не спасли Мэт Коутон, Том Меррилин и Ноэль Чарин. Сопровождала Дракона Возрожденного в Шайол Гул и участвовала в управлении Калландором.
Достижения. Она разыскала Дракона Возрождённого, убила Отрёкшегося Бе’лала. Во многом благодаря Морейн был подписан Мир Дракона.
Способности. По степени владения Единой Силой лишь немногим уступает Суан Санчей и Элайде до Аврини а`Ройхан. Имеет способности к Исцелению и Танцу Облаков. Ей известно запрещённое плетение Погибельного огня. Во время пребывания в Башне Генджей лишилась большей части своего потенциала и стала одной из слабейших Айз Седай.
Страж. На протяжении двадцати лет её Стражем был Лан Мандрагоран. После возвращения из мира Элфин и Илфин она связала Узами Тома Меррилина.

### Мин Фаршав
Элминдреда Фаршав (англ. Elmindreda Farshaw) — одна из главных героинь цикла «Колесо Времени», Провидица Судьбы и Говорящая Правду при Императрице Шончан Фортуоне Атаэм Дэви Пейндраг. Является любовницей Ранда ал’Тора.
Внешность. Мин невысокая, стройная. У неё короткие каштановые волосы и тёмные глаза. Она не любит платья и юбки и одевается по-мужски — в рубашку, штаны и куртку.
Характер. Она сопротивляется любым попыткам втиснуть её в рамки обычной женщины и не любит, когда её считают слабой. Мин очень упрямая и решительная. Она часто говорит то, что думает, и не считается с мнением других людей. У неё своеобразное чувство юмора.
Биография. Мин родилась и выросла в андорском городе Байрлон. В гостинице «Олень и лев» впервые встретила Ранда и «увидела», что полюбит его. В Белой Башне она познакомилась с Илэйн, Эгвейн и Найнив и вместе с ними сбежала в Фалме. Присутствовала в Башне во время бунта и смещения Суан Санчей. Вместе с низложенной Амерлин, Лиане Шариф и Логайном Абларом отправилась в Салидар. Она была в группе мятежных Айз Седай, отправленных для переговоров с Драконом Возрождённым. В Кайриэне её и Дракона похитила делегация Белой Башни.
Сопровождала Ранда в Фар Меддинг, Тир, Арад Доман и Шайол Гул. Во время Последней Битвы Императрица Шончан назначила её Говорящей Правду.
Достижения. Мин спасла из Белой Башни Суан Санчей и Лиане Шариф. Она обнаружила шпиона в окружении Императрицы, из-за которого армия Света несла большие потери.
Способности. Мин обладает Талантом видеть человеческие судьбы в виде образов и символов. Её предсказания невозможно обойти или изменить, всё, что она видит, всегда сбывается.

## Женщины Направляющие

### Авиенда
Авиенда (англ. Aviendha) — Хранительница Мудрости из септа Девять Долин клана Таардат Айил. Бывшая Дева Копья. Является первой сестрой Илэйн Траканд и любовницей Ранда ал’Тора.
Внешность. Она атлетического телосложения, высокая. У неё голубовато-зелёные глаза и рыжие волосы.
Биография. Авиенда родилась в 980 г. Н. Э. в септе Девять Долин клана Таардат. С детства мечтала стать Девой Копья. В 998 году вместе с группой айил отправилась за Хребет Мира на поиски Того-Кто-Приходит-С-Рассветом. Во время путешествия в Тир познакомилась с Эгвейн ал’Вир, Илэйн Траканд и Найнив ал’Мира. После захвата Тирской Твердыни, по настоянию Хранительниц Мудрости возвратилась в Трёхкратную Землю и стала их ученицей.
Она участвовала в сражении под Кайриэном, сопровождала Илэйн и Найнив в Эбу Дар, а затем в Кэймлин. В 999 году в Арад Домане Авиенда стала Хранительницей Мудрости. Во время символического посещения Руидина, она увидела будущее своего народа, которое поклялась предотвратить.
Согласно видениям Мин у Авиенды и Ранда будет четверо детей.
Достижения. Благодаря ей Айл были включены в Мир Дракона. Она возглавила группу Направляющих, отправленных в Такан’дар, победила Грендаль, обратив Принуждение против неё самой.
Способности. Авиенда является одной из сильнейших женщин Направляющих, находится на одном уровне с Эгвейн ал’Вир и Илэйн Траканд. Обладает Талантом определять назначение тер'ангриалов. Она весьма искусна в Плетениях.
Страж. Вместе с Илэйн и Мин связала Узами Ранда ал’Тора.

### Алвиарин Фрайден
Алвиарин Фрайден (англ. Alviarin Freidhen) — Айз Седай из Чёрной Айя, формально принадлежит Белой Айя. Бывшая Хранительница Летописей при Престол Амерлин Элайде до Аврини а’Рохайн. Является Главой Чёрной Айя и Повелителем Ужаса. Подчинялась непосредственно Месаане.
Биография. Алвиарин возглавила Чёрную Айя в 982 г. после смерти своей предшественницы — Джарны Малари. В 999 году она одной из первых поддержала Элайду в намерении низложить Суан Санчей. После переворота была возвышена до Хранительницы Летописей. Эта должность позволила ей контролировать не только Башню, но и Престол Амерлин — с помощью шантажа Алвиарин заставила её принимать законы, выгодные Чёрной Айя. Главной её целью было ослабить Башню перед Последней Битвой. В 1000 году она была смещена с должности Советом Башни. По приказу Шайдара Харана начала поиск Айз Седай, выслеживающих Чёрных сестёр. После воссоединения Башни Алвиарин была раскрыта, но успела скрыться. Участвовала в Последней Битве в качестве Повелителя Ужаса. Она вместе с другими Повелителями попала в ловушку Аша’манов и стала пленницей в одном из стеддингов Огир.

### Верин Матвин
Верин Матвин (англ. Verin Mathwin) — Айз Седай из Чёрной Айя, формально принадлежит к Коричневой Айя.
Биография. Родилась в Фар Меддинге. После того, как обнаружилось, что она способна Направлять, Верин покинула своего жениха Эдвина и отправилась в Тар Валон. Провела пять лет в качестве Послушницы и около шести в качестве Принятой. В определённый момент ей пришлось присоединиться к Чёрной Айя.
Верин была одной из посвящённых в то, что Ранд является Драконом Возрождённым. Присутствовала в Фалме во время битвы Ранда и Ишамаэля. Вместе с Аланной Мосвани участвовала в обороне Эмондова Луга. После битвы у Колодцев Дюмай, Верин с помощью видоизмененного Принуждения заставила плененных Айз Седай поклясться в верности Дракону Возрождённому. Она смогла найти способ обойти клятву Тёмному и передала всю собранную информацию о Чёрной Айя, в том числе список имен, Эгвейн ал’Вир. Верин покончила с собой в день нападения Шончан на Белую Башню.

### Гайтара Моросо
Гайтара Моросо (англ. Gitara Moroso) — Айз Седай из Голубой Айя, Хранительница Летописей при Престол Амерлин Тамре Оспения. Была одной из старейших Айз Седай.
Биография. До назначения Хранительницей Летописей она занимала должность советника Королевы Андора — Мордреллейн Мантир. В 971 г. Гайтара предсказала Люку Мантир, что он прославится в Запустении. Люк уехал на север и больше не вернулся. В 972 году она предсказала Дочери-Наследнице Андора, Тигрейн, что её землю ждут беды, если та немедленно не оставит мужа и ребёнка и не отправится в Айильскую Пустыню к Девам Копья. в 973 г. Н. Э. Гайтара Моросо была назначена Хранительницей Летописей. Она умерла 2 Дану 978 г. Н. Э. Перед смертью сделала своё последнее предсказание о рождении Дракона Возрождённого.

### Галина Казбан
Галина Казбан (англ. Galina Casban) — Айз Седай из Чёрной Айя, формально принадлежит Красной Айя и является её Главой. Состояла в Высшем Совете Чёрной Айя и была второй после Алвиарин Фрайден.
Биография. Галина была Айз Седай около девяноста лет, и почти двадцать лет возглавляла Красную Айя. Через пять лет после получения шали она присоединилась к Чёрным сёстрам. Галина погубила двух Амерлин, одной из первых поддержала Элайду, повлияла на решение Восседающих Красной Айя низложить Суан Санчей и возглавила круг, который её усмирил. После избрания новой Амерлин, Галине было поручено доставить Ранда ал’Тора в Белую Башню. Она считается погибшей во время битвы у Колодцев Дюмай.
Галина была захвачена Шайдо и обращена в гай’шайн. Её заставили поклясться на Клятвенном Жезле в верности Хранительницам Мудрости. После битвы при Малдене вместе с кланом Шайдо отправилась в Трёхкратную Землю.

### Кадсуане Меледрин
Кадсуане Меледрин (англ. Cadsuane Melaidhrin) — легендарная Айз Седай из Зелёной Айя, одна из старейших сестёр. Является советницей Ранда ал’Тора. После Тармон Гайдон ей было предложено стать Престол Амерлин.
Внешность. Она среднего роста. У неё тёмные глаза и седые волосы, собранные в пучок на макушке. На голове носит паралич-сеть, состоящую из небольших ангриалов и тер'ангриалов, часто принимаемых за обычные украшения.
Характер. Кадсуане строгая и властная. В отличие от большинства Айз Седай она спокойно относится к мужчинам, способным направлять. Она ненавидит ложь, плохие манеры, глупость и слабохарактерность.
Биография. Родилась в 705 г. Н. Э. в матриархальном городе-государстве Фар Меддинг. В пятнадцать лет отправилась в Белую Башню, где провела шесть лет как Послушница и пять — как Принятая. Она дважды отказалась стать Восседающей, что являлось неслыханным, отклонила предложение возглавить Зелёную Айя, позже покинула Белую Башню, узнав о том, что Совет решил возвысить её на Престол Амерлин. Долгое время считалась умершей.
Она участвовала в Айильской войне, помогла в поимке двух Лжедраконов — Логайна Аблара и Мазрима Таима. Кадсуане выследила и захватила больше способных Направлять мужчин, чем любая Красная сестра. В 999 году, преследуя свои цели, она приехала к Дракону Возрождённому. Участвовала в Последней Битве.
Достижения. Кадсуане вызволила Ранда ал’Тора из тюрьмы Фар Меддинга, организовала его защиту во время очищения саидин. Благодаря ей удалось захватить и сломить волю Семираг. В результате её действий, Ранд понял, что его желание «стать сталью» едва не привело к катастрофе. Во время битвы в Такан’дар Кадсуане оказала значительную помощь в борьбе с Повелителями Ужаса и спасла Авиенду.
Способности. До появления в Белой Башне Найнив ал’Мира, Эгвейн ал’Вир и Илэйн Траканд считалась сильнейшей Айз Седай за последнюю тысячу лет.

### Лиандрин
Лиандрин (англ. Liandrin) — Айз Седай из Чёрной Айя, формально принадлежит Красной Айя. Подчинялась Бе’лалу и Могидин.
Биография. Родилась в Тарабоне в семье торговца фруктами. Она научалась Направлять за год до того, как отправилась в Белую Башню, и уже тогда являлась Приспешницей Тёмного. В 998 г. Н. Э. Лиандрин убедила Эгвейн, Илэйн, Найнив и Мин, что Ранд нуждается в помощи, и привела их в Фалме, где Эгвейн была схвачена Шончан. Вместе с двенадцатью Чёрными сёстрами выкрала из хранилища Башни несколько тер'ангриалов и сбежала с острова, убив двадцать одного человека, в том числе трёх Айз Седай и двух Стражей. Во главе группы отправилась в Тир, а затем в Танчико на поиски мужского ай’дама. После неудачной попытки наложить Принуждение на Могидин, Лиандрин была отрезана Щитом от Источника. Когда Шончан вторглись в Амадицию, была обращена в да’ковале Верховной Леди Сюрот.

### Певара Тазановни
Певара Тазановни (англ. Pevara Tazanovni) — Айз Седай из Красной Айя, Восседающая в Совете Башни.
Биография. Родилась около 160 лет назад в Кандоре в семье мясника. Во время обучения в Башне всю её семью убили Приспешники Тёмного. С тех пор она ненавидит Тень и всех, кто с ней связан. В 866 г. Певара стала Айз Седай, а в 985 г. она была избрана Восседающей от Красной Айя. Певара была одной из тех, кто разыскивал в Башне Чёрную Айя. Вместе с другими Красными отправилась в Чёрную Башню для того, чтобы связать Узами Стража Аша’манов. Она единственная из сестёр избежала насильного обращения к Тени. Участвовала в спасении Логайна Аблара и изгнании из Чёрной Башни Мазрима Таима. Вместе с Аша’манами сражалась в Последней Битве. Именно ей принадлежит идея заключить Повелителей Ужаса в стеддинге Огир.
Страж. Связала Узами Андрола Генхалда, не спросив его согласия, и сама оказалась связанной с ним. Узы наложились друг на друга и вызвали необычный эффект — Певара и Андрол могут общаться телепатически.

### Суан Санчей
Суан Санчей (англ. Siuan Sanche) — Айз Седай из Голубой Айя, бывшая Престол Амерлин.
Внешность. Суан среднего роста, стройная. У неё тёмные волосы и голубые глаза. После усмирения её лицо утратило безвозрастность.
Характер. Она очень умна, будучи Принятой любила решать различные головоломки. Суан язвительна, груба в выражениях, славится своими рыбацкими присказками.
Биография. Она родилась в 958 г. Н. Э. в Тире в семье рыбаков. Поступила в Белую Башню в один день с Морейн Дамодред, впоследствии стала её лучшей подругой. Зимой 978 года во время Битвы у Сияющих Стен обе девушки стали свидетельницами пророчества Хранительницы Летописей Гайтары Моросо, в котором та объявила о рождении Дракона на склоне Драконовой горы. В этом же году Суан удачно прошла испытание на шаль. Благодаря её уму и наблюдательности ей доверили глаза-и-уши Голубой Айя. В 988 г Н. Э. она стала самой молодой Амерлин в истории Башни. Это назначение во многом облегчило Морейн поиски Дракона Возрождённого.
Суан Санчей была Престол Амерлин десять лет. В 999 году в результате действий Элайды она была низложена и усмирена вместе со своей Хранительницей Летописей. Именно это стало причиной раскола среди Айз Седай. Её спасли из Башни Мин Фаршав, Госпожа Кухонь Ларас и Гавин Траканд. Суан прибыла в Салидар, где поступила на службу к Гарету Брину. Даже после исцеления усмирения она осталась его служанкой, что удивляло и возмущало многих Айз Седай. После возвышения на Престол Амерлин Эгвейн ал’Вир, стала её советницей и помогла подчинить Совет.
Суан Санчей погибла во время Последней Битвы, когда шарцы напали на командный пост Мэта Коутона.
Способности. Суан была одной из сильнейших Направляющих, но после усмирения и исцеления лишилась большей части своего потенциала. Она обладает Талантом видеть та’верен.
Страж. Первый Страж — Алрик, погиб во время переворота в Белой Башне. Во время нападения Шончан Суан связала Узами Гарета Брина.

### Элайда до Аврини а’Ройхан
Элайда до Аврини а’Ройхан (англ. Elaida do Avriny a'Roihan) — Айз Седай из Красной Айя, советница Королевы Андора. С 999 г. по 1000 г. была Престол Амерлин Башни в Тар Валоне.
Внешность. Элайда высокая, худощавая с жёсткими чертами лица. У неё тёмные глаза и волосы.
Характер. Она злопамятна, жестока, высокомерна. Как и все Красные, негативно относится к мужчинам. После восхождения на Престол Амерлин, её характер значительно ухудшился.
Биография. Родилась на севере Муранди в одном из мелких Домов, младшая дочь в семье. Элайда была первой Послушницей, которую повысили до Принятой только после трёх лет пребывания в Белой Башне. Она получила шаль, когда Морейн и Суан были на втором году обучения, и выбрала Красную Айя. После становления Айз Седай, была назначена советницей Королевы Андора и занимала эту должность около 25 лет. В 999 г. Н. Э. обвинила Суан Санчей в измене и, заручившись поддержкой Совета, стала новой Амерлин. За время своего правления Элайда упразднила Голубую Айя, лишила шали Айз Седай, приказала захватить Дракона Возрождённого, отправила группу Айз Седай для ликвидации Аша’манов, в результате чего все эти сёстры были захвачены и насильно связаны Узами. Она мечтала построить в Тар Валоне собственный дворец и заставить сестёр принести на Клятвенном Жезле четвёртую клятву — во всем подчиняться Престол Амерлин. Элайда была захвачена Шончан во время нападения на Белую Башню. Вместе с другими пленёнными сёстрами была отправлена в Эбу Дар, где стала дамани и получила имя Суффа.
Способности. Её уровень владения Единой Силой выше среднего. Элайда обладает слабым Талантом Предвидения. В одном из её предсказаний говорилось, что ключевую роль в Последней Битве и низвержении Темного сыграет тот, в чьих жилах течет кровь королевского дома Андора.

## Мужчины Направляющие

### Андрол Генхалд
Андрол Генхалд (англ. Androl Genhald) — Аша’ман из фракции Логайна Аблара. Был одним из лидеров оппозиции в Чёрной Башне. Андрол одним из первых понял, что в Башне происходит что-то странное. С помощью Певары Тазановни узнал, что Мазрим Таим собирается обратить Логайна к Тени и организовал его спасение. Участвовал в Последней Битве. Во время сражения под Кэймлином его Талант помог остановить атаку троллоков. Вместе с группой Аша’манов и Айз Седай выслеживал на поле боя Повелителей Ужаса, а затем заманил их в ловушку.
Способности. Андрол является слабейшим Направляющим среди мужчин и женщин. Обладает Талантом к Перемещению — способен создавать врата всевозможных размеров для различных нужд, так с помощью маленьких врат он разрезал кожаные ремни.
Страж. Был связан Узами с Певарой Тазановни и сам связал её, после чего Узы наложились друг на друга и дали странный эффект — способность общаться телепатически.

### Дамер Флинн
Дамер Флинн — семидесятилетний Аша’ман, подчиняющийся лично Дракону Возрождённому. Он лыс, хромоног, среднего роста. В течение сорока лет Флинн служил в Королевской Гвардии Андора, после ранения в бедро покинул службу. Он был одним из первых мужчин добровольно пришедших на ферму, которая впоследствии стала Чёрной Башней. После битвы у Колодцев Дюмай, Флинн в числе других Аша’манов был выбран в качестве почётной охраны Ранда ал’Тора. Он участвовал в сражении с Шончан под Иллианом, защищал Ранда и Найнив во время очищения саидин, сопровождал Дракона Возрождённого в Тир и Арад Доман. Участвовал в Последней Битве, во время сражения в Шайол Гул лишился руки.
Способности. Дамер Флинн один из сильнейших и искуснейших целителей. Он самостоятельно открыл способ исцеления усмирения, а также смог исцелить Ранда после нападения Падана Фейна, ограничив тьму Шадар Логота в пределах раны.
Страж. Является Стражем Кореле Ховиан, Айз Седай из Жёлтой Айя.